# Eparquía de la Anunciación
La eparquía de la Anunciación (en latín: Eparchia Annuntiationis Maronitarum) es una circunscripción eclesiástica de la Iglesia católica en África occidental y central. Se trata de una eparquía maronita, inmediatamente sujeta a la Santa Sede. Desde el 28 de febrero de 2018 su eparca es Simon Faddoul.

## Territorio y organización
La eparquía extiende su jurisdicción sobre los fieles católicos de rito antioqueno maronita residentes en África occidental y central. Los 25 países cubiertos por la eparquía son:
- Asociación de Conferencias Episcopales de la Región del África Central: Camerún, República Centroafricana, Chad, República del Congo, Guinea Ecuatorial y Gabón.[1]
- Asociación de Conferencias Episcopales del África Central: Burundi, República Democrática del Congo y Ruanda.[2]
- Conferencia Episcopal Regional de África Occidental: Benín, Burkina Faso, Cabo Verde, Costa de Marfil, Gambia, Ghana, Guinea, Guinea-Bisáu, Liberia, Malí, Mauritania, Níger, Nigeria, Senegal, Sierra Leona y Togo.[3]

La sede de la eparquía se encuentra en la ciudad de Ibadán (en Nigeria), en donde se halla la Catedral de Nuestra Señora de la Anunciación.
En 2020 en la eparquía existían 12 parroquias:
- Catedral Nuestra Señora de la Anunciación en Ibadán, Nigeria;
- Nuestra Señora del Rosario en Lagos, Nigeria;
- San Chárbel en Abuya, Nigeria;
- San Naamatallah Hardini en Port Harcourt, Nigeria;
- San Marón en Acra, Ghana;
- San Chárbel en Kumasi, Ghana;
- San Chárbel en Cotonú, Benín;
- Nuestra Señora del Líbano en Uagadugú, Burkina Faso;
- Nuestra Señora del Líbano en Lomé, Togo;
- Sagrado Corazón en Abiyán, Costa de Marfil;
- Nuestra Señora del Líbano en Dakar, Senegal:
- Santa Rafka en Monrovia, Liberia (creada en febrero de 2016).

Existen misiones maronitas en Malí, Nigeria, Burkina Faso, Níger, Gabón y la República del Congo.
El eparca es a la vez visitador apostólico para los fieles maronitas residentes en África meridional, que comprende 9 países agrupados en el Encuentro Interregional de Obispos del Sur de África: Angola, Botsuana, Lesoto, Mozambique, Namibia, Santo Tomé y Príncipe, República Sudafricana, Suazilandia y Zimbabue.
La misión maronita en Sudáfrica comprende:
- Parroquia y santuario de Nuestra Señora de los Cedros (Our Lady of the Cedars) en Woodmead, área norte de Johannesburgo. Es la sede de la misión y fue abierta en 1991.
- Parroquia y santuario de Nuestra Señora del Líbano (Our Lady of Lebanon) en Mulbarton, área sur de Johannesburgo. Fue abierta en 2003 en reemplazo de la iglesia de igual nombre en Fordsburg.

## Historia
Los maronitas comenzaron a establecerse en la región hacia 1875. A partir de 1950 comenzaron a crearse parroquias maronitas en Senegal, Ghana y Costa de Marfil. La Orden Libanesa Maronita se estableció en Senegal en 1949 y en Costa de Marfil en 1953. A pedido del patriarca maronita, en 1992 la eparquía de Jbeil-Biblos en el Líbano comenzó a enviar sacerdotes a Nigeria y a Benín, mientras que el vicariato patriarcal de Sarba lo hizo a Ghana, Togo y Burkina Faso.
El exarcado apostólico de África Occidental y Central (Exarchiam Apostolicam pro fidelibus catholicis Ecclesiae Antiochenae Maronitarum in Africa Occidentali et Centrali) fue erigido por el papa Francisco el 13 de enero de 2014 con la constitución apostólica Patrimonium ecclesiarum, siendo la primera circunscripción eclesiástica católica de una Iglesia de rito oriental instituida en esa parte de África.

Patrimonium Ecclesiarum Orientalium Nos tueri et promovere volentes, nunc singillatim de fidelibus Ecclesiae Antiochenae Maronitarum in Africa Occidentali et Centrali sollicitam curam habemus. Itaque, postquam de eorum condicione deque spiritalibus necessitatibus Cardinalis Praefectus Congregationis pro Ecclesiis Orientalibus rettulit, opportunum iudicavimus ibidem novam circumscriptionem ecclesiasticam condere. Quapropter Apostolica Nostra de auctoritate Exarchiam Apostolicam pro fidelibus catholicis Ecclesiae Antiochenae Maronitarum in Africa Occidentali et Centrali commorantibus constituimus, cunctis factis propriis iuribus et obligationibus. Novae ecclesialis communitatis sedem in urbe Ibadanensi, in Nigeria, ponimus. Ad haec ceteraque eandem respicientia Exarchiam perficienda, consuetudines iuraque congrua serventur et quae in Codice Canonum Ecclesiarum Orientalium praecipiuntur. De eodem praeterea absoluto negotio sueta documenta exarentur et ad memoratam Congregationem mittantur. Hanc denique Constitutionem Nostram nunc et in posterum ratam esse volumus, contrariis quibuslibet rebus non obstantibus.

El 28 de febrero de 2018 el exarcado apostólico fue elevado al rango de eparquía por el papa Francisco, con el nombre actual.

## Estadísticas
Según el Anuario Pontificio 2021 la eparquía tenía a fines de 2020 un total de 74 900 fieles bautizados.
| Año                                                                             | Población            | Población | Población      | Sacerdotes | Sacerdotes    | Sacerdotes    | Bautizados por sacerdote | Diáconos permanentes | Religiosos | Religiosos | Parroquias |
| Año                                                                             | Bautizados católicos | Total     | % de católicos | Total      | Clero secular | Clero regular | Bautizados por sacerdote | Diáconos permanentes | Varones    | Mujeres    | Parroquias |
| ------------------------------------------------------------------------------- | -------------------- | --------- | -------------- | ---------- | ------------- | ------------- | ------------------------ | -------------------- | ---------- | ---------- | ---------- |
| 2016                                                                            | 66 495               | ?         | ?              | 14         | 10            | 4             | 4749                     |                      | 4          | 2          | 12         |
| 2018                                                                            | 70 850               |           |                | 12         | 10            | 2             | 5904                     |                      | 3          | 3          | 12         |
| 2020                                                                            | 74 900               | ?         | ?              | 15         | 12            | 3             | 4993                     |                      | 3          |            | 12         |
| Fuente: Catholic-Hierarchy, que a su vez toma los datos del Anuario Pontificio. |                      |           |                |            |               |               |                          |                      |            |            |            |

La mayoría de los fieles se concentra en Nigeria, Costa de Marfil, Senegal y Camerún. Al momento de la erección de la eparquía el exarcado apostólico contaba con 9 institutos educativos y 12 parroquias servidas por 10 sacerdotes, 4 sacerdotes religiosos, 2 religiosos y 5 seminaristas.

## Episcopologio

### Exarca apostólico
- Simon Faddoul (13 de enero de 2014-28 de febrero de 2018 nombrado eparca)[13]

### Eparca
- Simon Faddoul, desde el 28 de febrero de 2018